# باتريك جوزيف هايز
باتريك جوزيف هايز (بالإنجليزية: Patrick Joseph Hayes)‏ هو كاهن كاثوليكي أمريكي، ولد في 20 نوفمبر 1867 في مانهاتن في الولايات المتحدة، وتوفي في 4 سبتمبر 1938 في نيويورك في الولايات المتحدة.

## وصلات خارجية
- باتريك جوزيف هايز على موقع الموسوعة البريطانية (الإنجليزية)